# Acanthodelta unilinea
Acanthodelta unilinea là một loài bướm đêm trong họ Noctuidae.